# Ingeborg Rasmussen
Ingeborg Rasmussen (19 de octubre de 1868 - 3 de octubre de 1926) fue una actriz teatral y cinematográfica de nacionalidad danesa, activa en la época del cine mudo.

## Biografía
Su verdadero nombre era Ingeborg Uttenthal, y nació en Frederiksberg, Dinamarca, siendo sus padres Hans Anton Paus Uttenthal y Julie Vilhelmine Juhl.
Debutó como actriz el 14 de septiembre de 1890, trabajando con diferentes compañías teatrales y con el Teatro Casino de Copenhague. A partir del año 1910 actuó en más de una veintena de producciones cinematográficas mudas.
El 18 de junio de 1897 se casó con el escritor y cineasta Holger Rasmussen (1870-1926). Poco después de la muerte de él falleció su único hijo, y la actriz falleció ese mismo año en Søborg, Dinamarca, sumida en la pobreza.

## Filmografía
- 1910 : Fabian paa Kærlighedsstien
- 1910 : Krybskyttens Søn
- 1910 : Lattermaskinen
- 1910 : Tyven
- 1910 : Landsbymusikantens Kærlighed
- 1910 : Skarpretterens Søn
- 1910 : Mads i Staden
- 1910 : Fødselsgaven
- 1910 : Hittebarnet, de Holger Rasmussen
- 1910 : Et Julebrev
- 1910 : Sherlock Holmes i Bondefangerklør
- 1910 : Modermærket
- 1910 : Den heldige Bananmand
- 1910 : Professorens Distraktion
- 1910 : Tankelæseren
- 1910 : Dirkens Mester
- 1910 : Medbejlerens Hævn
- 1911 : Den hvide slavehandels sidste offer, de August Blom
- 1911 : Den sorte Haand
- 1911 : De to Hjem paa Nørrebro, de Holger Rasmussen
- 1911 : Nonnen fra Asminderød
- 1911 : Eksplosionen i den store Kulgrube, de Viggo Larsen
- 1911 : Hamlet, de August Blom
- 1912 : Guldgossen
- 1912 : Kärlekens offer, de Poul Welander